# 森泰
森泰，是匈牙利诺格拉德州所辖的一个村。总面积7.53平方公里，总人口354，人口密度47.0人/平方公里（2011年1月1日）。